# Figuratief getal
Een figuratief getal is een natuurlijk getal dat op een meetkundige figuur is gebaseerd. De naam kubusgetal bijvoorbeeld wordt ontleend aan de kubus. Als deze meetkundige figuur met knikkers is opgebouwd, is het benodigde aantal knikkers het figuratieve getal van de figuur. Veelhoeksgetallen zijn figuratieve getallen in twee dimensies, gebaseerd op regelmatige veelhoeken. Voorbeelden daarvan zijn de driehoeks- en kwadraatgetallen. Voorbeelden van figuratieve getallen in drie dimensies zijn de kubusgetallen en piramidegetallen.
De schikking van de 12 punten voor het vijfhoeksgetal 12 is niet vanuit alle hoekpunten van de regelmatige vijfhoek symmetrisch, zij liggen niet in een rooster.
Jakob Bernoulli gebruikte in zijn Ars conjectandi de naam figuratief getal voor de driehoeksgetallen, voor de  tetraëdergetallen die bestaan uit opeenvolgende driehoeksgetallen, enzovoort. De kwadraten waren volgens zijn regels dus geen figuratieve getallen. Enkele andere bronnen gebruiken figuratief getal als een synoniem voor de veelhoeksgetallen.

## Driehoeksgetallen in meer dimensies

De nevenstaande figuur toont driehoeken als voorstellingen van de driehoeksgetallen {\displaystyle T_{n}} voor {\displaystyle n=1,2,\ldots ,6}
In meer dimensies is een n-simplex het {\displaystyle n}-dimensionale analogon van een driehoek. Dat is in drie dimensies bijvoorbeeld een regelmatig viervlak. De diagonalen van de driehoek van Pascal bestaan uit de figuratieve getallen voor de meerdimensionale driehoeken.
De figuratieve getallen voor een simplex van dimensie {\displaystyle r} = 2, 3, 4, ... :
- {\displaystyle P_{2}(n)={\frac {n(n+1)}{2}}={n+1 \choose 2}} driehoeksgetallen
- {\displaystyle P_{3}(n)={\frac {n(n+1)(n+2)}{6}}={n+2 \choose 3}} tetraëdergetallen
- {\displaystyle P_{4}(n)={\frac {n(n+1)(n+2)(n+3)}{24}}={n+3 \choose 4}}

{\displaystyle ...}
- {\displaystyle P_{r}(n)={\frac {n(n+1)(n+2)...(n+r-1)}{r!}}={n+r-1 \choose r}}